# Ardanovo, Irșava
Ardanovo (în ucraineană Арданово) este localitatea de reședință a comunei Ardanovo din raionul Irșava, regiunea Transcarpatia, Ucraina.

## Demografie
Componența lingvistică a localității Ardanovo
     Ucraineană (99,81%)
     Alte limbi (0,12%)
Conform recensământului din 2001, majoritatea populației localității Ardanovo era vorbitoare de ucraineană (99,81%), existând în minoritate și vorbitori de alte limbi.